# Bernhard Erdmannsdorffer
Bernhard Erdmannsdorffer (Altenburg, 1833 – Heidelberg, 1901) è stato uno storico tedesco.

## Biografia
Figlio del mercante Kaufmanns Friedrich Eduard Erdmannsdörffer (1797-1873) e di Marie Sophie Zinkeisen (1800-1839), studiò filologia classica e storia dal 1852 a Jena. Fu discepolo di Johann Gustav Droysen. Per motivi di studio si recò anche in Italia. Dal 1862 fu docente presso l'Università di Berlino, dal 1864 anche presso l'Accademia Militare. Nel 1871 divenne professore di storia moderna presso l'Università di Greifswald, nel 1873 all'Università di Breslavia, nel 1874 successe ad Heinrich von Treitschke all'Università di Heidelberg, dove insegnò fino alla morte. Partecipò alla scrittura di Allgemeine Geschichte in Einzeldarstellungen, opera storica, realizzata da un gruppo di storici tedeschi, coordinati da Wilhelm Oncken.
Nel 1874 sposò Anna Lenz (1854–1892). Suo figlio Otto (1876-1955) fu professore di geologia e mineralogia ad Hannover e Heidelberg.

## Opere
Fu autore di una Storia della Germania dalla pace di Vestfalia fino all'avvento di Federico il Grande, pubblicato tra il 1892 e il 1893, Atti e documenti per la storia del principe elettore Federico Guglielmo di Brandeburgo, in 5 volumi pubblicati tra il 1864 e il 1883.
- De prytaniis atticis.
- Herzog Karl Emanuel von Savoyen und die deutsche Kaiserwahl von 1619, 1862
- Graf Georg Friedrich von Waldeck, 1869
- Der Große Kurfürst, 1879
- Politische Correspondenz Karl Friedrichs von Baden: 1783–1806, 1888–1901 (5 volumi)
- Deutsche Geschichte vom Westfälischen Frieden bis zum Regierungsantritt Friedrichs des Großen. 1648–1740, 1892–1893 (2 volumi).
- Mirabeau, 1900